# 비소코

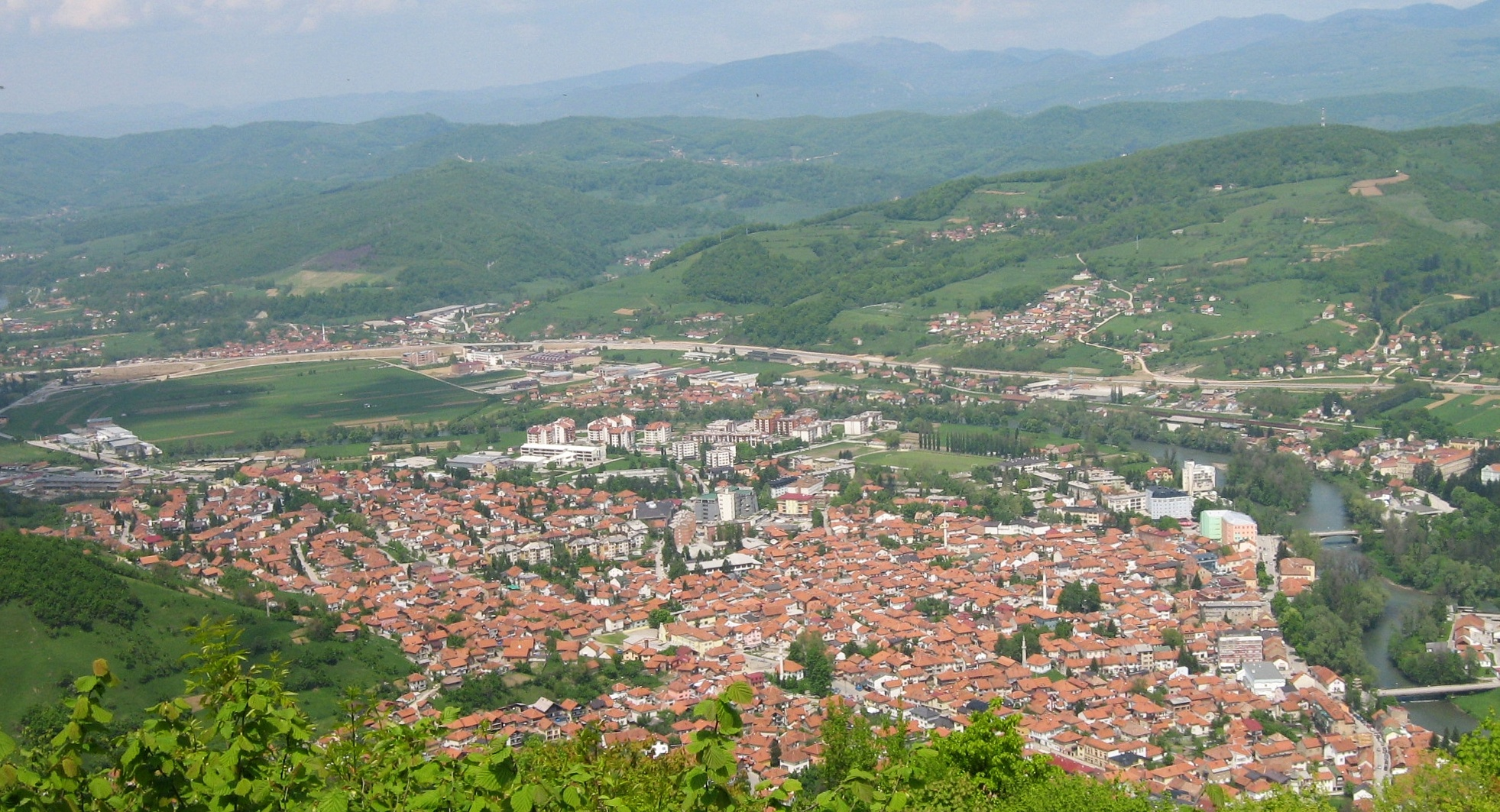
비소치차 언덕에서 본 비소코

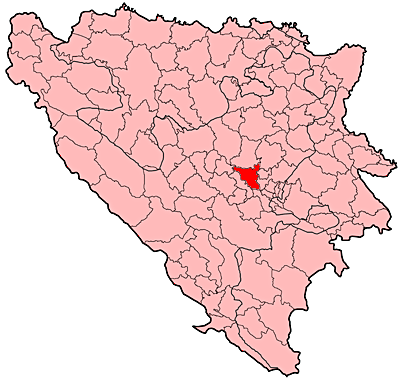
비소코의 위치

비소코(보스니아어: Visoko, 크로아티아어: Visoko, 세르비아어: Високо, Visoko)는 보스니아 헤르체고비나 중부에 위치한 도시로, 행정 구역상으로는 보스니아 헤르체고비나 연방의 제니차도보이주에 속하며 면적은 232km2, 인구는 40,151명(2007년 기준)이다. 사라예보(보스니아 헤르체고비나의 수도)와 제니차 사이에 위치하고 있고 포이니치카강(Fojnička)과 보스나강(Bosna)이 합류하는 지점에 위치한다.

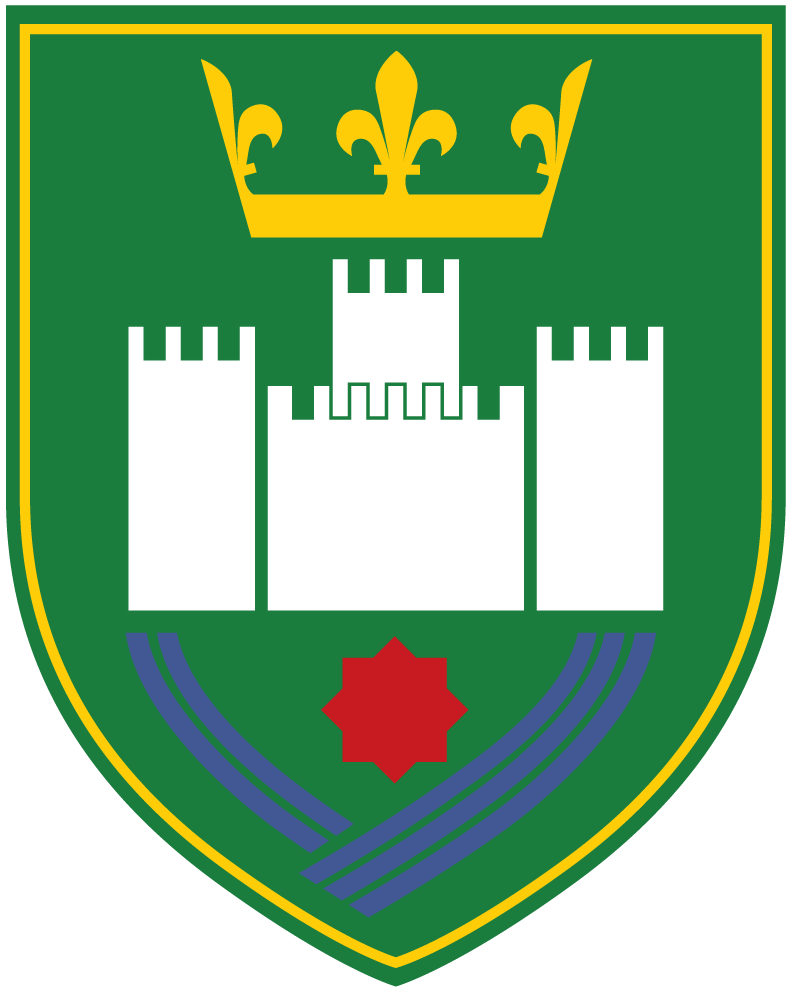
시 문장